# 1913 في النمسا
فيما يلي قوائم الأحداث التي وقعت خلال عام 1913 في النمسا.

## كتب
من الكتب التي صدرت هذه السنة في النمسا:
- 1 يناير – الطوطم والتابو من تأليف سيغموند فرويد.

## مواليد

### فبراير
- 15 فبراير – إيريش إليسكاسيس

### مارس
- 5 مارس – يوزيف شتروه

### مايو
- 3 مايو – هاينز كوهوت

### سبتمبر
- 25 سبتمبر – جوزيف بيكان لاعب كرة قدم نمساوي.

### ديسمبر
- 4 ديسمبر – روبرت أدلر

## وفيات

### فبراير
- 20 فبراير – روبرت فون ليبين (مواليد 1878) فيزيائي نمساوي.